# بيل باربر (لاعب هوكي الجليد)
بيل باربر هو لاعب هوكي الجليد كندي، ولد في 11 يوليو 1952 في Callander ‏ في المملكة المتحدة.

## وصلات خارجية
- بيل باربر على موقع دوري الهوكي الوطني (الإنجليزية)
- بيل باربر على موقع EliteProspects.com (الإنجليزية)
- بيل باربر على موقع HockeyDB.com (الإنجليزية)
- بيل باربر على موقع Hockey-Reference.com (الإنجليزية)
- بيل باربر على موقع الموسوعة البريطانية (الإنجليزية)